# Edward C. Dickinson
Edward Clive Dickinson (* 6. März 1938 in Paget) ist ein britischer Ornithologe und Taxonom.

## Leben
Edward Dickinson kam 1938 im bermudanischen Paget Parish als Sohn von Lionel Gilbert und Eileen Dickinson (geborene Barlow) zur Welt. Er besuchte die Londoner Westminster School und nahm am Programm der Service Children’s Education teil. Nach seinem Schulabschluss arbeitete er ab 1962 als Produktmanager für Pronesiam Inc. in Bangkok. 1965 heiratete er Dorothy Sopper, mit der er zwei Kinder bekam. Von 1968 bis 1970 war er parallel zu seiner Tätigkeit bei Pronesiam Mitherausgeber des National Historical Bulletin der Siam Society. 1971 wechselte Dickinson zu Nestlé und hatte dort bis 1973 ebenfalls die Funktion eines Produktmanagers inne. Darauf folgte eine Beschäftigung bei Filipro in Manila, der er bis 1975 nachging. Im gleichen Jahr erschien sein erstes ornithologisches Buch, A Field Guide to the Birds of Southeast Asia, das er mit Ben F. King verfasst hatte. 1991 erschien seine Checkliste Birds of the Philippines. Es folgten verschiedene Handbücher und Checklisten und schließlich eine Anstellung am Nationalen Naturgeschichtlichen Museum Leiden, wo er als Research Associate arbeitet.
Dickinson gründete den Verlag Aves Press Limited und ist Mitglied der International Commission on Zoological Nomenclature.

## Werk
Dickinson betätigte sich während seiner Tätigkeit im Produktmanagement als Amateurornithologe und verschaffte sich in der Fachwelt neben zahlreichen Zeitschriftenbeiträgen vor allem über seine Monografien Ansehen. Neben Vogelführern für Ost- und Südostasien umfasst sein Werk vorwiegend taxonomische Arbeiten. Zusammen mit René Dekker verfasste er die Systematic Notes on Asian Birds, eine Reihe von Artikeln, die sich der taxonomischen Revision der asiatischen Avifauna widmen. Seit 2011 ist er Herausgeber von Zoological Bibliography, einem Open-Acces-Journal für Taxonomie.

## Monografien
- mit Ben King: A Field Guide to the Birds of South-East Asia: Covering Burma, Malaya, Thailand, Cambodia, Vietnam, Laos and Hong Kong. Collins, 1975.
- mit Robert S. Kennedy und Kenneth C. Parkes: The Birds of the Philippines: An Annotated Checklist. British Ornithologist’s Union, 1991.
- mit Robert S. Kennedy, Pedro C. Gonzales, Timothy H. Fisher: A Guide to the Birds of the Philippines. Oxford University Press, 2000.
- als Herausgeber: The Howard and Moore Complete Checklist of Birds of the World. Princeton University Press, 2003.
- mit Leslie K. Overstreet, Robert J. Dowsett und Murray D. Bruce: Priority! The Dating of Scientific Names in Ornithology. A Directory to the Literature and its Reviewers. Aves Press, 2011.